# Freycinetia devriesei
Freycinetia devriesei är en enhjärtbladig växtart som beskrevs av Hermann Maximilian Carl Ludwig Friedrich zu Solms-Laubach. Freycinetia devriesei ingår i släktet Freycinetia och familjen Pandanaceae. Inga underarter finns listade.